# Alets naturreservat

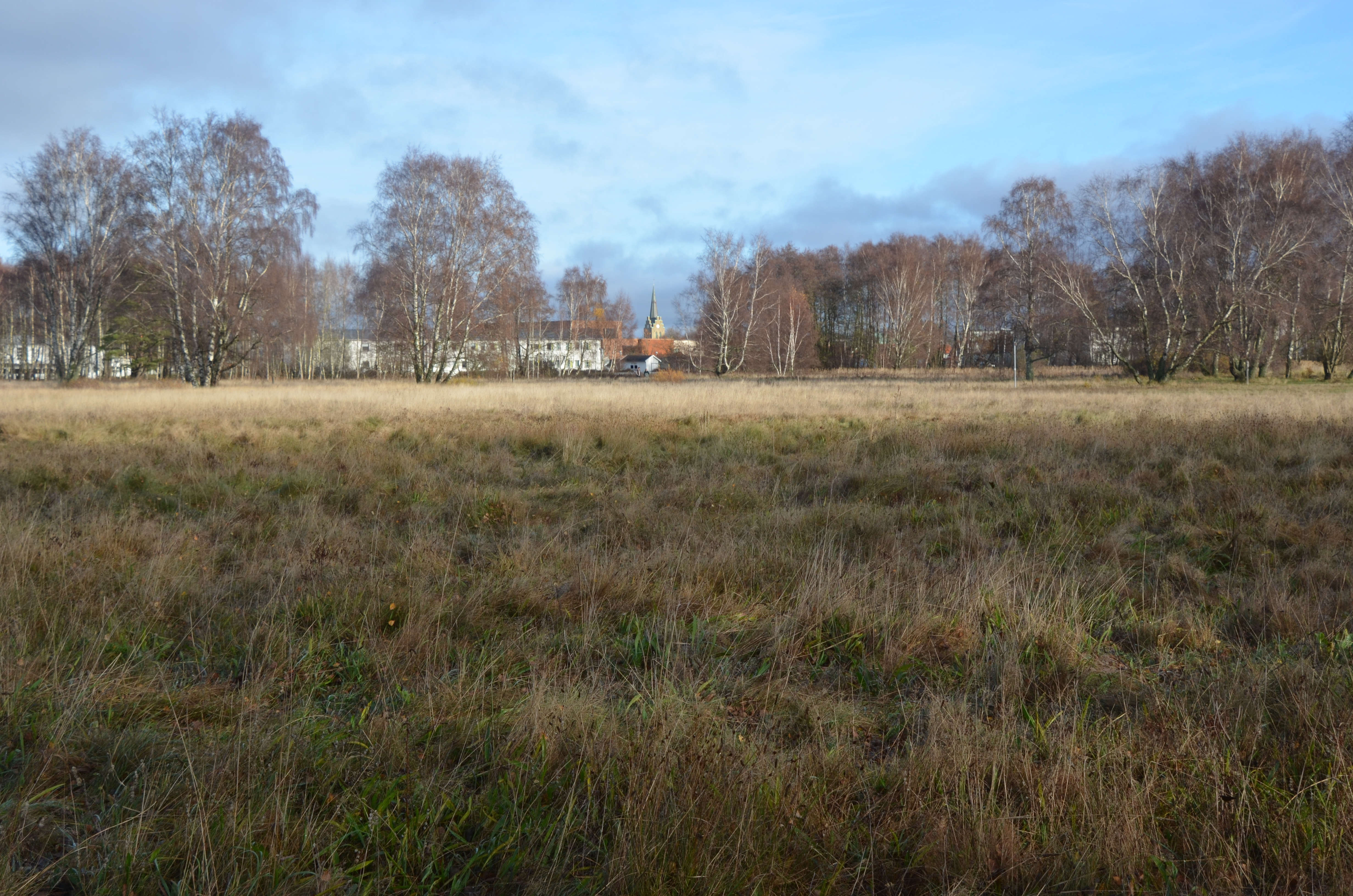
Civila flygfältet mot norr, november 2024. I bakgrunden syns Sankt Nikolai kyrka.

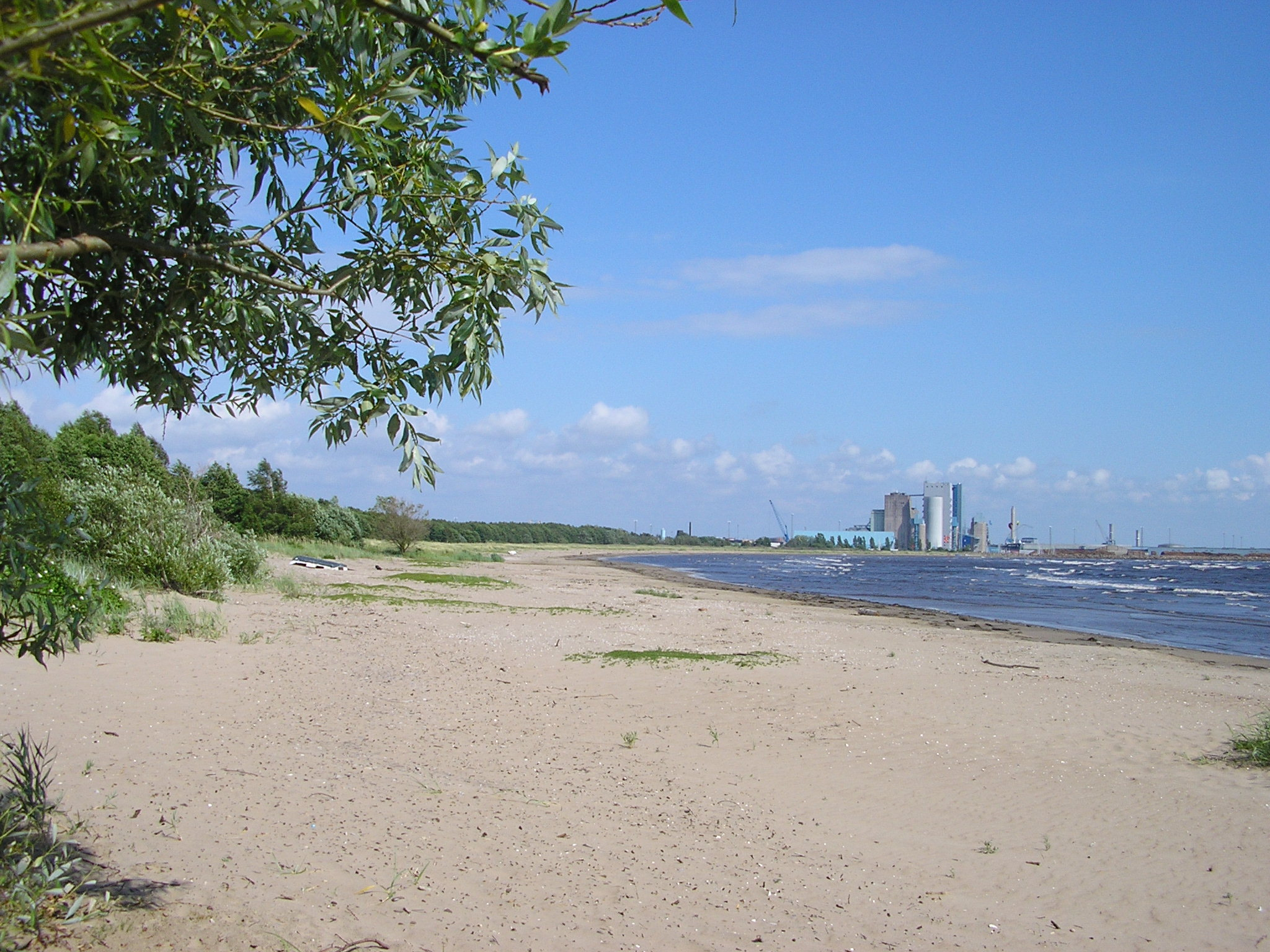
Västra stranden, sedd västerut, november 2006

Alets naturreservat är ett kommunal naturreservat i Halmstads kommun i Hallands län.
Området är naturskyddat sedan 2020 och är 54 hektar stort. Reservatet ligger på Söder i Halmstad vid Nissans utlopp i havet och består dels av Västra stranden, en bred sandstrand med låga sanddyner, dels av lövsumpskogar, tallskog och ett öppet fält, som tidigare var en del av Civila flygfältet. 